# マイ・ゴッド・ギヴン・ライト
『マイ・ゴッド・ギヴン・ライト』（My God-Given Right）は、ドイツのヘヴィメタルバンド、ハロウィンが2015年に発表したアルバム。

## 解説
オリコン週間ランキング9位にランクインした。10位以内に入るのは『ベター・ザン・ロウ』以来、17年振りである（前作『ストレイト・アウト・オブ・ヘル』は11位）。国内版のデラックス・エディションは、3Dジャケット特殊パッケージになっている。また、欧州向けにはEARBOOK版が製作されており、そちらには、国内版ブックレット分に加えて、国内版にはないCGおよび写真が数枚掲載されている。
アルバムタイトルである「My God-Given Right」は、ボーカルのアンディ・デリスが、かつて進路に悩んだ折、ただ一人ミュージシャンになることに賛成してくれた父に言われた言葉であり、同じように悩んでいた息子に贈った言葉である。

## 収録曲
1. ヒーローズ - Heroes
（M/L：Sascha Gerstner）
2. バトルズ・ウォン - Battle's Won
（M/L：Michael Weikath）
3. マイ・ゴッド・ギヴン・ライト - My God-Given Right
（M/L：Andi Deris）
4. ステイ・クレイジー - Stay Crazy
（M/L：Andi Deris）
5. ロスト・イン・アメリカ - Lost in America
（M/L：Andi Deris）
6. ロシアン・ルーレー - Russian Roulé
（M：Andi Deris - Sascha Gerstner / L：Andi Deris）
7. ザ・スウィング・オブ・ア・フォールン・ワールド - The Swing of a Fallen World
（M/L：Andi Deris）
8. ライク・エヴリバディ・エルス - Like Everybody Else
（M/L：Sascha Gerstner）
9. クリーチャーズ・イン・ヘヴン - Creatures in Heaven
（M/L：Michael Weikath）
10. イフ・ゴッド・ラヴズ・ロックンロール - If God Loves Rock'n'Roll
（M/L：Andi Deris）
11. リヴィング・オン・ジ・エッジ - Living on the Edge
（M/L：Markus Grosskopf）
12. クロウズ - Claws
（M/L：Michael Weikath）
13. ユー、スティル・オブ・ウォー - You, Still of War
（M：Sascha Gerstner - Andi Deris / L：Sascha Gerstner）

### ボーナス・トラック
1. アイ・ウィッシュ・アイ・ワー・ゼア - I Wish I Were There
（M/L：Andi Deris）
2. ウィキッド・ゲーム - Wicked Game
（M/L：Sascha Gerstner）
3. フリー・ワールド - Free World
（M/L：Markus Grosskopf）

※日本盤デラックス・エディション収録

### 海外版ボーナス・トラック
1. I Wish I Were There
（M/L：Andi Deris）
2. Wicked Game
（M/L：Sascha Gerstner）
3. Nightmare
（M/L：Markus Grosskopf）
4. More Than A Lifetime
（M/L：Markus Grosskopf）

※欧州向けEARBOOK DELUXE収録

## 参加ミュージシャン
- アンディ・デリス - vocals
- マイケル・ヴァイカート - guitar
- サシャ・ゲルストナー - guitar
- マーカス・グロスコフ - bass
- ダニ・ルブレ - drums